# Otto Wettstein-Westersheimb
Otto Wettstein-Westersheimb (ur. 7 sierpnia 1892 w Wiedniu – zm. 10 lipca 1967) – austriacki zoolog i biolog, specjalista z zakresu systematyki małych ssaków i małych gadów w Austrii i Europie Wschodniej.